# Piterka
Piterka (russisch Пи́терка) ist ein Dorf (selo) in der Oblast Saratow in Russland mit 5439 Einwohnern (Stand 14. Oktober 2010).

## Geographie
Der Ort liegt knapp 140 km Luftlinie südöstlich des Oblastverwaltungszentrums Saratow in der Steppenlandschaft nördlich der Kaspischen Senke, am rechten Ufer des Flusses Kleiner Usen (Maly Usen).
Piterka ist Verwaltungszentrum des Rajons Piterski sowie Sitz des „munizipalen Gebildes“ Piterskoje munizipalnoje obrasowanije mit dem Status einer Landgemeinde (selskoje posselenije), zu der außerdem der 12 km westlich gelegene Weiler (chutor) Doronkin gehört.

## Geschichte
Der Ort wurde 1840 durch Umsiedler aus der Umgebung von Sankt Petersburg gegründet und erhielt zunächst die offizielle Bezeichnung Prosor, nach dem Namen des ersten Siedlers. Noch im Verlauf des 19. Jahrhunderts bürgerte sich aber der heutige Name ein, abgeleitet von der volkstümlichen Kurzbezeichnung Piter für Sankt Petersburg. Das Dorf gehörte zunächst zum Ujesd Nowousensk des Gouvernements Saratow, der 1851 an das neugegründete Gouvernement Samara abgegeben wurde. Das schnell gewachsene Dorf nahm einen weiteren wirtschaftlichen Aufschwung mit der Vorbeiführung einer zunächst schmalspurigen Eisenbahnstrecke (Spurweite 1000 mm) von Urbach (heute Puschkino) – an der zuvor eröffneten Strecke von Pokrowsk (heute Engels) nach Uralsk (heute Oral in Kasachstan) – über Krasny Kut und Nowousensk durch die private Rjasan-Uralsker Eisenbahn (bis 1906 bis Krasny Kut, auf dem Reststück nach 1922 umgebaut auf Breitspur).
Nachdem der Ort 1919 mit dem Ujesd wieder in das Gouvernement Saratow eingegliedert worden war, wurde er am 23. Juli 1928 Verwaltungssitz Rajons, der zunächst zur Region Untere Wolga (Nischne-Wolschski krai) gehörte, ab 1934 zur Region Saratow und schließlich ab 1936 zur Oblast Saratow. Von 1985 bis 1995 besaß Piterka den Status einer Siedlung städtischen Typs.

### Bevölkerungsentwicklung
| Jahr | Einwohner |
| ---- | --------- |
| 1897 | 5356      |
| 1939 | 4361      |
| 1959 | 3371      |
| 1970 | 3374      |
| 1979 | 4072      |
| 1989 | 5357      |
| 2002 | 5478      |
| 2010 | 5439      |

Anmerkung: Volkszählungsdaten

## Verkehr
Sieben Kilometer südlich des Ortes befindet sich die Bahnstation Piterka bei Kilometer 53 der Eisenbahnstrecke, die heute in Krasny Kut von der Hauptstrecke (Saratow –) Urbach – Astrachan abzweigt und weiter in das etwa 100 km von Piterka entfernte Alexandrow Gai führt. Die Strecke dient hauptsächlich dem Güterverkehr, aber nach mehrjähriger Einstellung des Personenverkehrs besteht seit 2015 wieder zweimal wöchentlich Verbindung zwischen dem Oblastzentrum Saratow und Alexandrow Gai (Stand November 2017). Die Siedlung bei der Bahnstation Piterka gehört zur südlichen Nachbargemeinde Agafonowskoje munizipalnoje obrasowanije mit Sitz im einen Kilometer südlich der Station gelegenen Dorf Agafonowka.
Nach Piterka führt die Regionalstraße 63K-00615, die gut 20 km nordöstlich von der 63K-00006 abzweigt, die die Regionalstraße Engels – Jerschow – Grenze zu Kasachstan (früher R236, Teil der Europastraße 38) östlich von Puschkino mit Alexandrow Gai verbindet. Die Verlängerung von Piterka nach Süden über die Bahnstation und Agafonowka bis in die etwa 30 km entfernte Siedlung Niwa trägt die Nummer 63K-00619.